# F. E. Ian Hamilton
Pour les articles homonymes, voir Ian Hamilton et Hamilton.
Frederick Edwin Ian Hamilton (23 mai 1937 - 5 mars 2002) est un géographe anglais spécialiste de géographie industrielle ,.
Senior Lecturer au Département de Géographie de la London School of Economics and Political Science, F. E. I. Hamilton étudia particulièrement l'économie des Balkans  et les systèmes industriels . Il présida la Commission de géographie industrielle de l'Union géographique internationale (UGI) entre 1976 et 1984.

## Étude des systèmes industriels
Il a consacré une part importante de ses travaux aux systèmes industriels (travaux personnels et animation de la recherche internationale). Il a édité à ce titre plusieurs ouvrages collectifs dans les années 1970 et 1980.

## Étude des Balkans
F.E.I. Hamilton était un spécialiste de l'ex-Yougoslavie. Il a publié un important ouvrage de géographie industrielle sur les Balkans en 1968: Yugoslavia: Patterns of Economic Activity .

## Quelques œuvres

### Ouvrages
- 1964 - Abstracts of papers, International Geographical Congress (editor, UGU Congress, Londres);
- 1968 - Yugoslavia: Patterns of Economic Activity, Londres, XVI-384 p., 28 cartes;
- 1969 - Regional Economic Analysis in Britain and the Commonwealth: A Bibliographical Guide  (ISBN 0582485932) ;
- 1978 - Contemporary Industrialization: Spatial Analysis and Regional Development;
- 1978 - Industrial Change: International Experience and Public Policy;

### Direction d'ouvrages
- 1974 - Spatial Perspectives on Industrial Organization and Decision Making, xxiv-533 p. ; New York : Wiley;   (ISBN 9780471347156)
- 1979 - Spatial Analysis, Industry and Industrial Environment, Vol. 1, Industrial Systems (codirigé avec G. J. R. Linge), John Wiley, New York;
- 1980  - Case studies in industrial geography (dir. avec Karlheinz Hottes, International Geographical Union. Working Group on Industrial Geography, Conference Proceedings ;
- 1981 - Spatial Analysis, Industry and Industrial Environment, Vol. 2, International Industrial Systems (codirigé avec G. J. R. Linge), John Wiley, New York, XIX-652 p.;
- 1986 - Industrial Change in Advanced Economies: Spatial Perspectives, Croom Helms, London (direction);
- 1988 - Industrialization in Developing and Peripheral Regions (direction);
- 2005 - Transformation of Cities in Central and Eastern Europe: Towards Globalization (codirigé avec Kaliopa Dimitrovska Andrews & Nataša Pichler-Milanovic),  (ISBN 978-92-808-1105-6)

### Articles ou chapitres d'ouvrages collectifs
- 1976 - 'Multinational Enterprise and the European Economic Community', Tijdschrift voor economische en sociale geografie, Volume 67, Issue 5, pages 258–278, November;
- 2005 - (avec Francis W. Carter & Natasa Pichler - Milanovic), 'Impact of Foreign Direct Investments on City Transformation in Central and Eastern Europe', ДЕМОГРАФИЈА / DEMOGRAPHY, vol. II 2005, p. 123-162, http://www.gef.bg.ac.rs/img/upload/files/TEKST-9-strane123-162%20a.pdf.

## Sources
- Benjamin Ward (1969). Review of F. E. Ian Hamilton 'Yugoslavia: Patterns of Economic Activity.' The Journal of Economic History, 29, p. 353-354. doi:10.1017/S0022050700067930, http://journals.cambridge.org/action/displayAbstract;jsessionid=F8D6B07F174D276E903771ACB06112AF.journals?fromPage=online&aid=7567492
- Pierre-Yves Péchoux (1969), 'Répartition des activités économiques en Yougoslavie, d'après F. E. Ian Hamilton', Annales de Géographie, volume   78, no 430, p. 722-723, http://www.persee.fr/web/revues/home/prescript/article/geo_0003-4010_1969_num_78_430_15971
- X. (2005), http://www.barnesandnoble.com/w/transformation-of-cities-in-central-and-eastern-europe-united-nations/1112777542?ean=9789280811056&z=y&itm=1&
- Jack D. Burke, 'Books Reviews', p. 312-313, http://www.readcube.com/articles/10.1111/j.1538-4632.1977.tb00585.x